# Мост Аджи-паши
Мост Аджи-паши, (серб. Adži-pašin most) — каменный арочный мост через реку Рибница в Подгорице, Черногория.

## Местоположение
Мост находится на территории старого турецкого квартала Стара Варош под стенами крепости Депедоген. Мост построен над рекой Рибница, недалеко от ее слияния с рекой Морача (Саставци), поэтому его часто называют Мост на Рибнице или Мост на Саставцах. 
Аджи-пашин мост построен в средневековом духе и имеет арочную форму, а с обеих сторон к нему ведут короткие каменные лестницы. Летом у моста регулярно проводятся концерты и другие культурные мероприятия.

## История
Мост построен в период римского владычества и был почти полностью разрушен в результате катастрофического землетрясения, которое произошло в этом районе в 618 году.
В первой половине XVIII века он подвергся серьезной реконструкции. Реконструкция финансировалась Аджи-пашой Османагичем, и с тех пор мост известен как Аджи-пашин мост.
Это любимое романтическое место жителей города, молодые поколения подгоричан в народе называют его Скалине (Лестница) из-за ступеней, которые были построены от моста к крепости Неманьин град (Депадоген) в 1950-е годы.

## Галерея

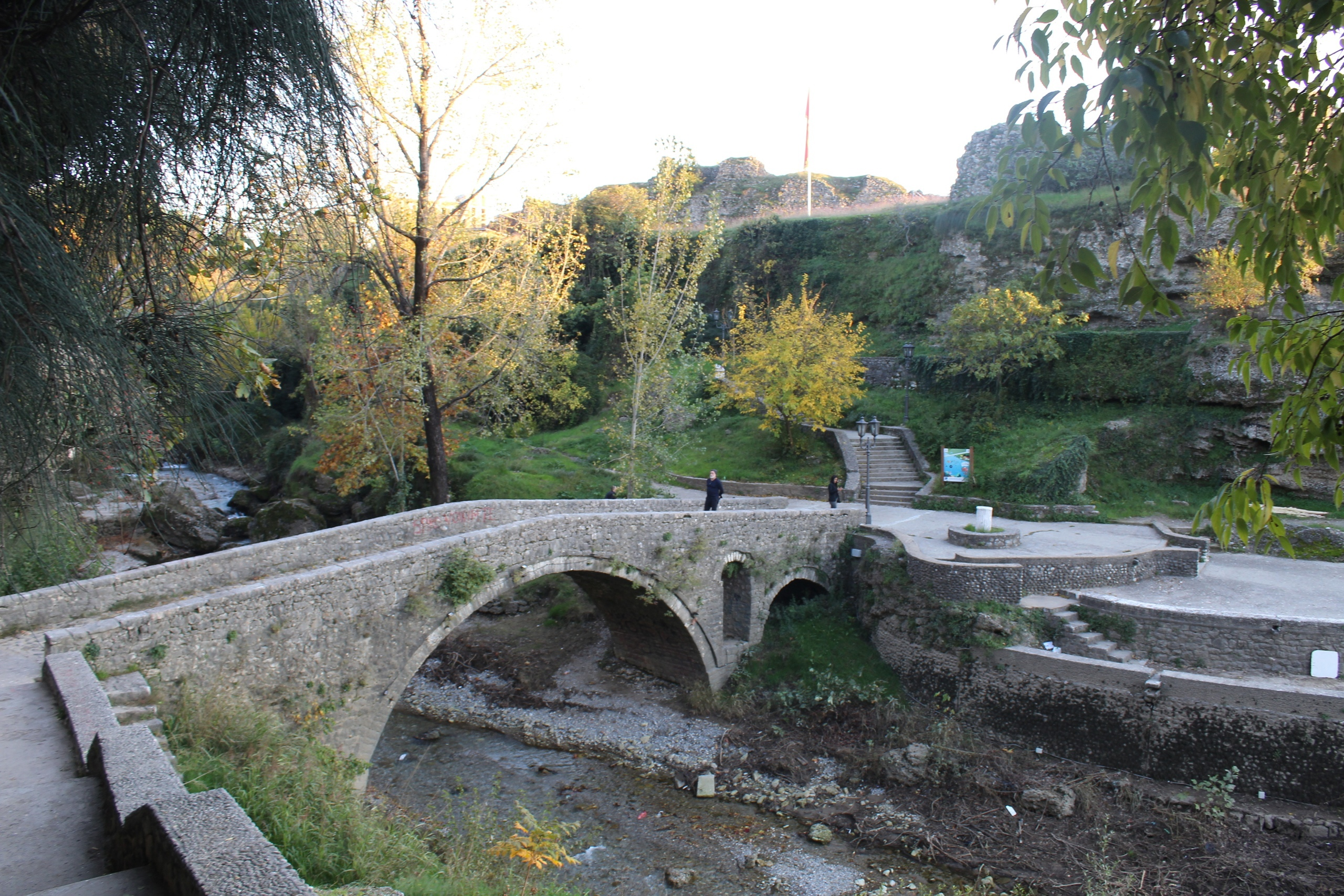
Мост Аджи-паши осенью
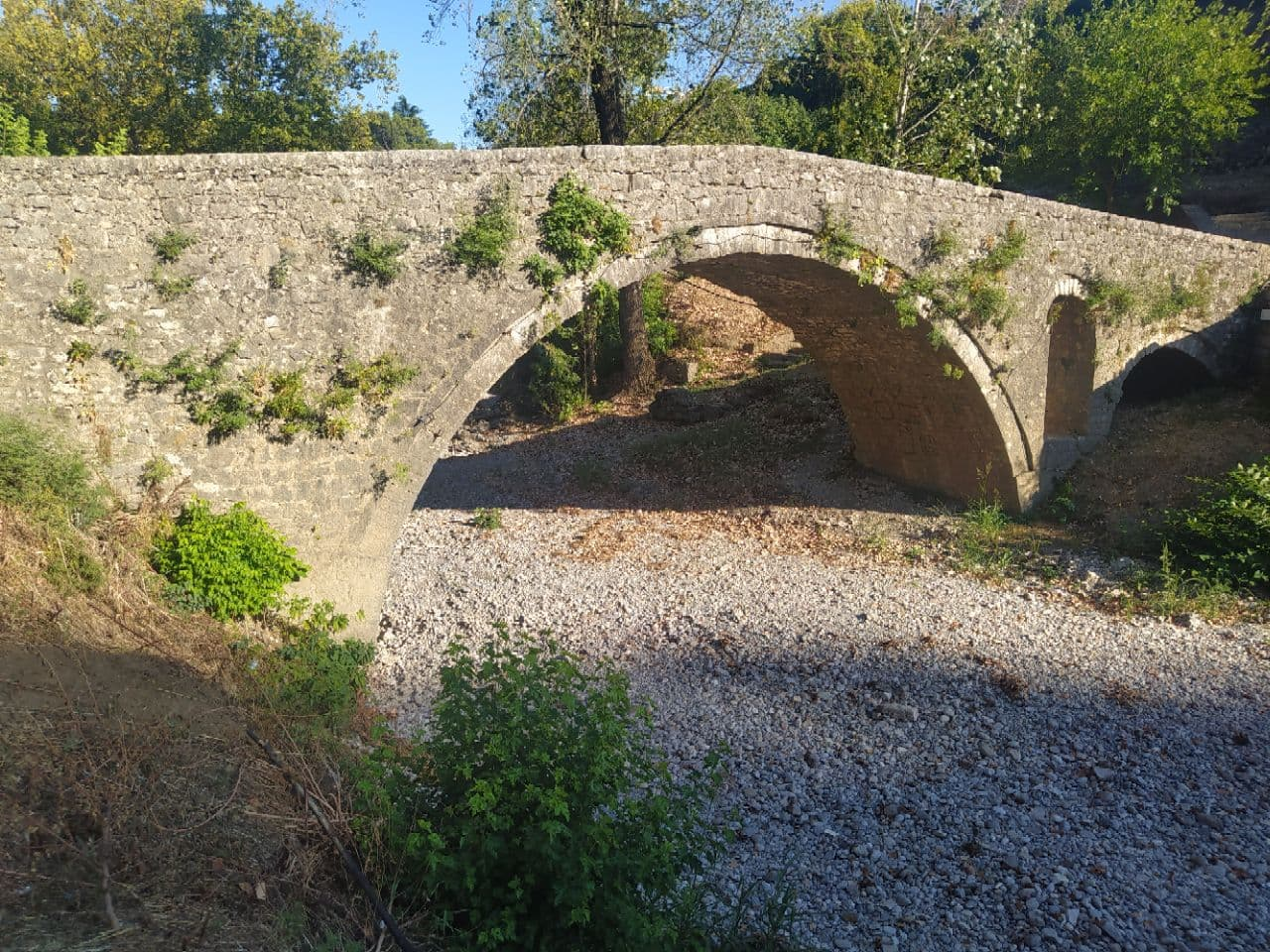
Мост через Рибницу
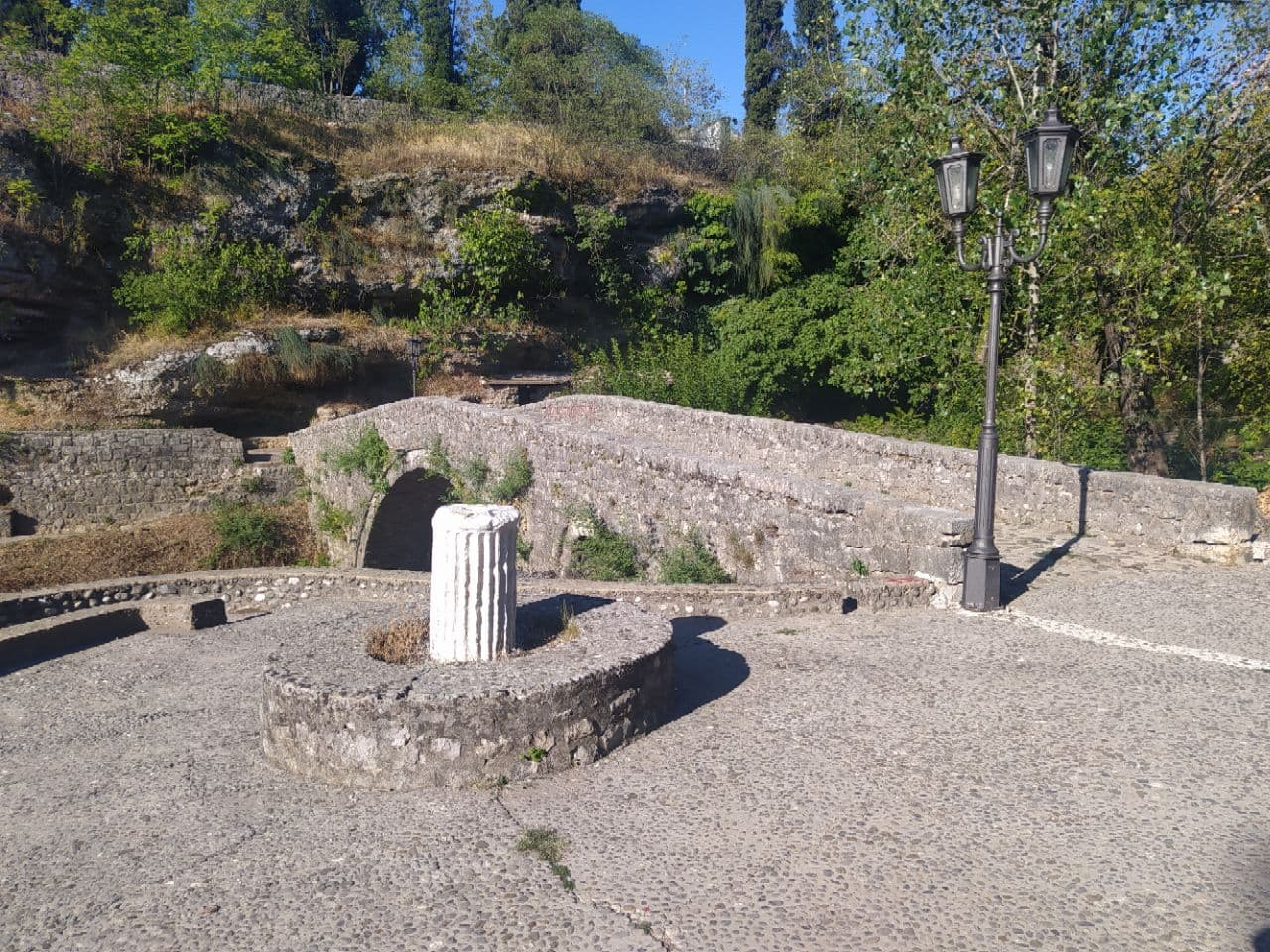
Древнеримская колонна у моста Аджи-паши